# Nuestra Belleza Paraguay 2015
El concurso Nuestra Belleza Paraguay 2015 se celebró en Asunción, Paraguay, el día 21 de septiembre del 2015. Laura Garcete resultó ser la ganadora quedándose con el título de Miss Universo Paraguay 2015, también Giovanna Cordeiro fue elegida como Miss Mundo Paraguay 2015, Mónica Mariani como Miss Internacional Paraguay 2015 y Myriam Arévalos como Miss Tierra Paraguay 2015. Las ganadoras representaron al Paraguay en el Miss Universo, Miss Mundo, Miss Internacional y Miss Tierra. Unos meses después de la elección Laura Garcete fue destituida de su corona por embarazo de la misma, Myriam Arévalos tomó su título como Miss Universo Paraguay, por lo que el título de Miss Tierra Paraguay fue designado a Andrea Melgarejo.

El concurso no fue transmitido en vivo después de muchos años.

## Resultados
| Título/Puesto                    | Participante               |
| -------------------------------- | -------------------------- |
| Miss Universo Paraguay 2015      | Laura Garcete (Destronada) |
| Miss Universo Paraguay 2015      | Myriam Arévalos            |
| Miss Mundo Paraguay 2015         | Giovanna Cordeiro          |
| Miss Internacional Paraguay 2015 | Mónica Mariani             |
| Miss Tierra Paraguay 2015        | Andrea Melgarejo           |